# Balthasar Gérard

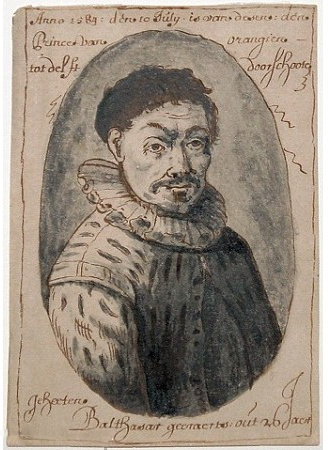
Balthasar Gérard

Balthasar Gérard (niederländisch Balthasar Gerards; * um 1557 in Vuillafans in der Franche-Comté; † 14. Juli 1584 in Delft) war der Mörder Wilhelms von Oranien. Als Katholik und Bewunderer Philipps II. fasste Gérard den Plan, Wilhelm von Oranien zu ermorden. Alexander von Parma kannte und billigte diesen Plan. Gérard trat unter dem Namen Franz Guion in die Dienste Wilhelms und heuchelte den glühendsten Hass gegen die Katholiken. Am 10. Juli 1584 tötete er Wilhelm von Oranien auf der Treppe seiner Residenz zu Delft durch drei Pistolenschüsse. Er versuchte nach dem Anschlag zu fliehen, wurde aber gefasst und am 14. Juli 1584 gevierteilt. König Philipp II. von Spanien erhob die ganze Familie des Mörders in den Adelsstand und schenkte ihr die Güter Oraniens in der Franche-Comté.

## Vorbereitungen

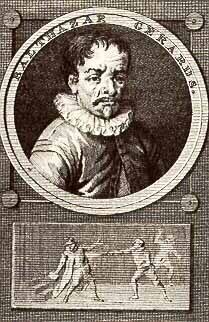

Als Philipp II., König von Spanien, eine Belohnung auf die Ermordung Wilhelms I. ausgesetzt hatte, reiste Gérard nach Luxemburg, wo er erfuhr, dass Juan de Jáuregui sich bereits auf ein Attentat vorbereitete. Dessen Plan schlug aber fehl. Im März 1584 ging er nach Trier und legte seinen Plan dem Oberhaupt der Jesuiten vor. Man überzeugte ihn aber, seinen ursprünglichen Plan zu ändern und zum Herzog von Parma zu gehen. In Tournai schrieb Gérard nach Beratung mit dem Franziskaner Vater Gery einen Brief. Eine Kopie davon blieb zur Aufbewahrung im Kloster. Das Original übergab er persönlich dem Herzog von Parma. Im Brief schrieb Gérard sinngemäß „ein Vasall sollte Gerechtigkeit und den Willen des Königs stets höher achten als sein eigenes Leben“.
Zunächst hielt der Prinz ihn für ungeeignet für die Tat, aber nach Rücksprache mit Haultepenne und anderen wurde er mit dem Brief zu Christoffel d’Assonleville weitergeschickt. Dieser sprach mit Gérard und bat ihn, dies  schriftlich zu fixieren, was er am 11. April 1584 tat. Er bat den Prinzen von Parma um Absolution, weil „er einige Zeit mit Ketzern und Atheisten zusammen sein musste und während des entsprechenden Unternehmens sich an ihre Bräuche zu halten habe“.
Er bat für seine ersten Ausgaben um 50 Kronen, was jedoch abgelehnt wurde. „Ich werde mich aus meinem eigenen Geldbeutel versorgen“, äußerte Gérard gegenüber Assonleville „und innerhalb von sechs Wochen werden Sie von mir hören“. Assonleville antwortete: „Geh hin, mein Sohn... und wenn Sie in Ihrem Unternehmen erfolgreich sind, wird der König alle seine Verheißungen erfüllen, und Sie erhalten nebenbei einen unsterblichen Namen.“
Um dicht an Wilhelm von Oranien heranzukommen, gab sich Gérard als ein aus Frankreich geflüchteter Hugenotte aus. In Wilhelms Auftrag brachte er Briefe nach Frankreich und gewann so dessen Vertrauen. Als Wilhelm seine Dienste nicht mehr benötigte, gab er ihm Geld für die Weiterreise. Von diesem Geld erwarb Gérard zwei Pistolen, eine davon kaufte er einem Mitglied der Leibwache Wilhelms ab.
Einer anderen Version zufolge schlenderte Gérard am Sonntag, 8. Juli 1584 im Rathaushof und untersuchte die Räumlichkeiten. Ein Hellebardier fragte ihn, warum er dort wartete. Er entschuldigte sich mit den Worten, dass er in seiner schäbigen Kleidung und ohne neue Schuhe die gegenüberliegenden Kirche nicht betreten könne. Der Hellebardier arrangierte arglos eine Zuwendung von 50 Kronen für Gérard, der am nächsten Morgen mit dem Geld einem Soldaten ein Paar Pistolen abkaufte.

## Das Attentat am 10. Juli
Als Wilhelm der Schweiger die Treppe zum zweiten Stock hinaufging, wurde er von dem walisischen Kapitän Roger Williams angesprochen, der vor ihm kniete. Wilhelm legte seine Hand auf den Kopf des alten Kapitäns. In diesem Moment sprang Gérard aus einer dunklen Ecke, zog seine Waffe und feuerte drei Schüsse auf den Statthalter. Wilhelm der Schweiger brach getroffen zusammen. Seine Schwester wollte ihm aufhelfen, aber es war zu spät. „Mon Dieu, ayez pitié de moi et de mon pauvre peuple“ (mein Gott, habe Erbarmen mit mir und meinem armen Volk) waren angeblich die letzten Worte Wilhelms. Gérard floh, verfolgt von Roger Williams. Gérard erreichte fast die Wälle, von denen er in den Graben springen sollte. Auf der anderen Seite stand ein gesatteltes Pferd bereit. Eine Schweinsblase um die Hüfte sollte ihn über Wasser halten. Von seinen Häschern als Verräter bezichtigt, soll er geantwortet haben: „Ich bin kein Verräter, ich bin ein treuer Diener meines Herrn“. „Welches Herrn?“, fragten sie. „Der mein Herr und Meister ist, der König von Spanien.“ Zur gleichen Zeit erschienen von mehreren Seiten Hellebardiere des Fürsten, schleppten ihn zurück zu dem Haus und schlugen ihn mit Fäusten und einem Schwertknauf. Als er hörte, der Prinz sei noch am Leben, schrie er: „Verflucht sei die Hand, die verfehlt hat!“

## Verhör, Folter und Hinrichtung
Noch im Haus wurde er sofort zu einem Verhör vor den Stadtmagistrat geführt. Während er von den Richtern verhört wurde, zeigte er angeblich weder Verzweiflung noch Reue, sondern eher eine ruhige Gelassenheit. Er sagte: „Wie David, der Goliath von Gath getötet hat.“
Der Richter verfügte eine bei Königsmord übliche Hinrichtung. Die rechte Hand Gérards solle mit einem glühenden Eisen verbrannt, sein Fleisch mit Zangen an sechs verschiedenen Stellen von seinen Knochen abgerissen, er lebend ausgeweidet, sein Herz aus seiner Brust gerissen und ihm ins Gesicht geschleudert und er schließlich  gevierteilt und ihm der Kopf abgeschlagen werden. Auch die Folterung war besonders brutal. In der ersten Nacht seiner Gefangenschaft wurde Gérard an einer Stange aufgehängt und ausgepeitscht. Nach verschiedenen anderen Folterungen wurde er für den Rest der Nacht mit seinen Händen und Füßen wie ein Ball zusammengebunden. Er wurde in den folgenden drei Tagen wiederholt mit den hinter dem Rücken zusammengebundenen Händen an einer Stange aufgehängt. Gérard soll während seiner Folter ruhig geblieben sein. Am 14. Juli 1584 wurde Gérard hingerichtet.

## Nachwirkungen

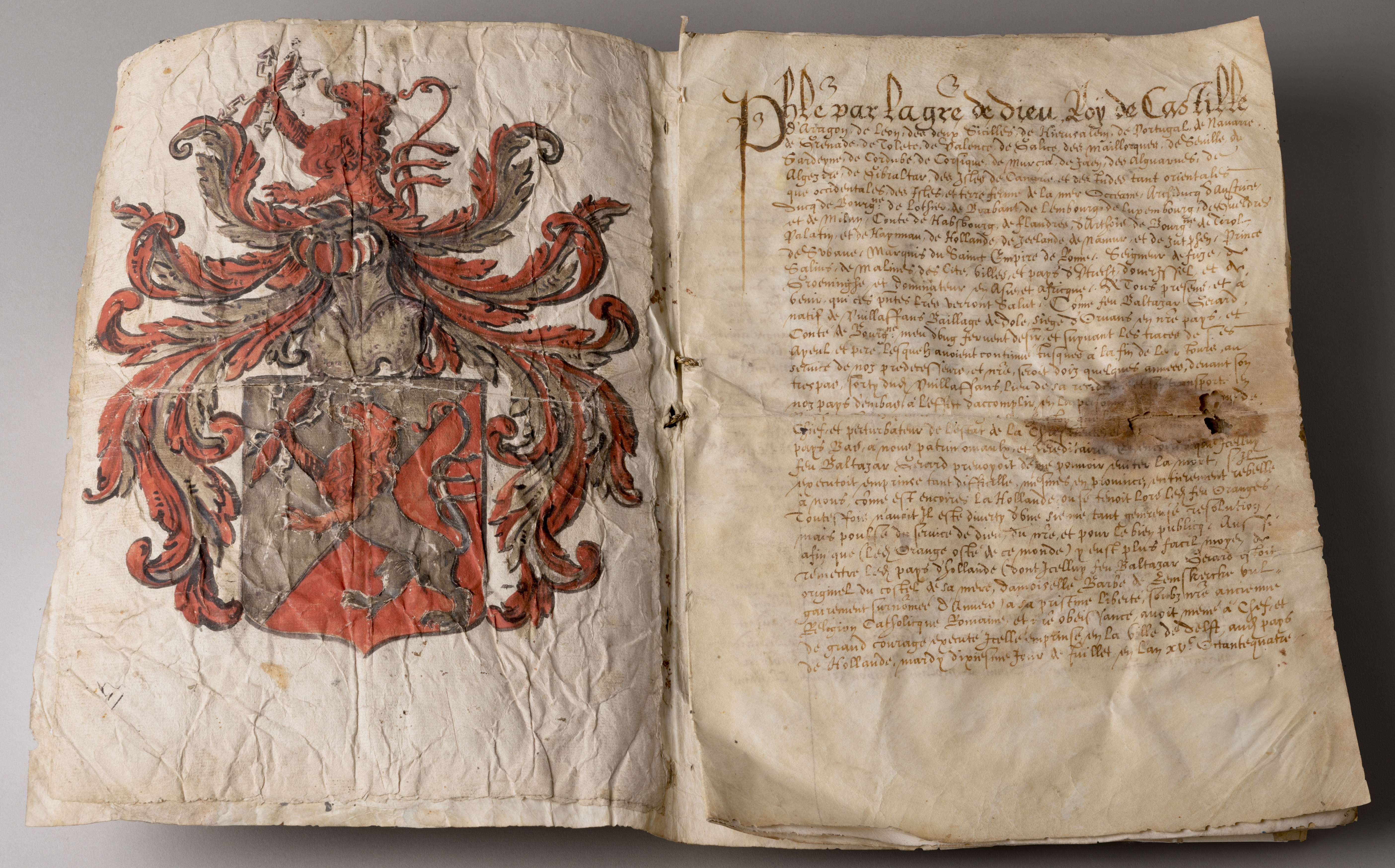
Belohnungbrief von Philipp II. von Spanien für die Familie Gérards, 1590

Philipp II. gab Gérards Eltern statt der Belohnung von 25.000 Kronen drei Landgüter in Lievremont, Hostal und Dampmartin in der Franche-Comté und erhob die Familie in den Adelsstand. Philipp II. bot dem Fürsten von Oranien später die Rückgabe der Ländereien an, der Fürst sollte aber weiterhin einen festen Teil der Einnahmen an die Familie des Mörders seines Vaters zahlen. Das lehnte er jedoch empört ab. Daher blieben die Ländereien bei der Familie Gérards. Der apostolische Vikar Sasbout Vosmeer betrieb die Heiligsprechung Gérards und reiste hierzu mit dem Kopf des Toten nach Rom. Sein Ansinnen wurde dort aber abgelehnt.

## Vermächtnis
Das Dorf Vuillafans hat die Straße, in der Gérard geboren wurde, zu seinem Gedächtnis in Rue Balthazar-Gérard umbenannt.